# 藝術指導工會傑出作品設計獎
藝術指導工會傑出作品設計獎（英語：ADG Excellence in Production Design Award）由藝術指導工會每年頒發，旨在表彰電影和電視行業優秀的製作設計和藝術指導。獲獎者將會獲得紐約公司社會獎製作的獎座。